# اتین سانسونتی
اتین سانسونتی (انگلیسی: Étienne Sansonetti; ۵ دسامبر ۱۹۳۵ – ۳۱ مهٔ ۲۰۱۸) بازیکن فوتبال اهل فرانسه بود.
از باشگاه‌هایی که در آن بازی کرده‌است می‌توان به باشگاه فوتبال المپیک مارسی، باشگاه فوتبال والنسین، باشگاه فوتبال موناکو، باشگاه فوتبال آنژه، باشگاه فوتبال باستیا، باشگاه فوتبال آژاکسیو، اشاره کرد.